# Gongrospermum philippinense
Gongrospermum philippinense:) là một loài thực vật thuộc họ Sapindaceae. Đây là loài đặc hữu của Philippines.